# JR東日本ホテルズ
- 東日本旅客鉄道 > JR東日本ホテルズ
- JRホテルグループ > JR東日本ホテルズ

JR東日本ホテルズ（ジェイアールひがしにほんホテルズ）とは、東日本旅客鉄道（JR東日本）グループ各社が運営するホテルの総称。関東地方に所在するホテルは一部を除き、同社完全子会社の日本ホテル株式会社が運営（群馬県所在は経営のみ）し、他地域のホテルは主に各地域子会社などが運営する。
本部は、日本ホテルに置かれている。

## グループホテル
運営会社の記述のないホテルは日本ホテルにより運営。

### 東京ステーションホテル
東京駅丸の内駅舎内にあるラグジュアリーホテル。2015年1月23日、スモール・ラグジュアリー・ホテルズ・オブ・ザ・ワールド (SLH) に正式加盟。
- 東京ステーションホテル

### メトロポリタンホテルズ
メトロポリタンホテルズはシティホテルのブランドである。2018年10月1日にブランドロゴのリニューアルが実施された。
- 東北地方
  - ホテルメトロポリタン秋田 - 運営：秋田ステーションビル
  - ホテルメトロポリタン秋田ノースウイング - 運営：秋田ステーションビル
  - ホテルメトロポリタン盛岡（本館・ニューウイング） - 運営：盛岡ターミナルビル
  - ホテルメトロポリタン仙台 - 運営：仙台ターミナルビル
  - ホテルメトロポリタン仙台イースト - 運営：同上。
  - ホテルメトロポリタン山形 - 運営：同上。
- 関東地方
  - ホテルメトロポリタン高崎 - 運営：ホテルメトロポリタン高崎（日本ホテル経営）
  - ホテルメトロポリタンさいたま新都心
  - ホテルメトロポリタン（池袋）
  - ホテルメトロポリタン エドモント（飯田橋：本館・イーストウィング）
  - ホテルメトロポリタン丸の内
  - ホテルメトロポリタン鎌倉[2]
  - ホテルメトロポリタン川崎
  - ホテルメトロポリタン羽田
- 中部地方
  - ホテルメトロポリタン長野 - 運営：ホテルメトロポリタン長野（日本ホテル経営）
- 台湾
  - ホテルメトロポリタンプレミア台北（JR東日本大飯店台北） - 運営：捷福旅館管理顧問股份有限公司

### JR東日本ホテルメッツ
JR東日本ホテルメッツは宿泊特化型ビジネスホテルのブランドである。2019年2月には、初めてJR東日本エリア以外の地域（札幌）に出店し、それに伴い2018年10月1日にブランドロゴのリニューアルとホテル名称の「ホテルメッツ」からの変更が実施された。
- 東北地方
  - JR東日本ホテルメッツ八戸 - 運営：盛岡ターミナルビル
  - JR東日本ホテルメッツ北上 - 運営：盛岡ターミナルビル
  - JR東日本ホテルメッツ福島 - 運営：仙台ターミナルビル
- 関東地方
  - 栃木県
    - JR東日本ホテルメッツ宇都宮（旧「アール・メッツ」ブランドの店舗）

  - 茨城県
    - JR東日本ホテルメッツ水戸

  - 埼玉県
    - JR東日本ホテルメッツ浦和

  - 東京都
    - JR東日本ホテルメッツ渋谷
    - JR東日本ホテルメッツ目白
    - JR東日本ホテルメッツ駒込
    - JR東日本ホテルメッツ赤羽
    - JR東日本ホテルメッツ高円寺
    - JR東日本ホテルメッツ国分寺
    - JR東日本ホテルメッツ武蔵境
    - JR東日本ホテルメッツ立川
    - JR東日本ホテルメッツ秋葉原[3]
    - JR東日本ホテルメッツ新木場[2]

  - 神奈川県
    - JR東日本ホテルメッツ川崎
    - JR東日本ホテルメッツ溝ノ口
    - JR東日本ホテルメッツかまくら大船
    - JR東日本ホテルメッツ横浜鶴見
    - JR東日本ホテルメッツ横浜[4]
    - JR東日本ホテルメッツ桜木町[5]

  - 千葉県
    - JR東日本ホテルメッツ津田沼
    - JR東日本ホテルメッツ船橋
- 中部地方
  - 新潟県
    - JR東日本ホテルメッツ長岡 - 運営：JR東日本新潟シティクリエイト
    - JR東日本ホテルメッツ新潟 - 運営：JR東日本新潟シティクリエイト
- JR東日本エリア外
  - 北海道
    - JR東日本ホテルメッツ札幌[2]

- 営業終了
  - JR東日本ホテルメッツ田端 - 2022年3月31日閉館[6]、ホテルB4Tにリブランドのうえ2023年11月17日再開業[7]。

### ホテルファミリーオ・ホテルフォルクローロ
ホテルファミリーオ・ホテルフォルクローロは長期滞在型宿泊施設、リゾートホテルのブランドである。
2015年3月、ホテルのブランド名を「ファミリーオ」・「フォルクローロ」から「ホテルファミリーオ」・「ホテルフォルクローロ」に改称した。
- 東北地方
  - ホテルフォルクローロ高畠 - 運営：JR東日本東北総合サービス
  - ホテルフォルクローロ花巻東和 - 運営：盛岡ターミナルビル
  - ホテルフォルクローロ角館 - 運営：秋田ステーションビル
  - ホテルフォルクローロ大湊 - 運営：盛岡ターミナルビル
  - ホテルフォルクローロ三陸釜石 - 運営：盛岡ターミナルビル
- 関東地方
  - ホテルファミリーオ館山 - 運営：日本ホテル
  - ホテルファミリーオみなかみ[9] - 運営：ホテルメトロポリタン高崎（日本ホテル経営）
- 中部地方
  - ホテルファミリーオ佐渡相川 - 運営：JR東日本新潟シティクリエイト
- パートナー施設
  - シェーネスハイム金山 - 運営：グリーンバレー神室振興公社　(JR東日本と山形県金山町の共同出資によって設立)

- 営業終了
  - ファミリーオ栂池 - 1996年[10]-2011年。小谷村に払い下げられ村営住宅として活用。
  - ファミリーオ雫石 - 1997年[11]-2007年　2007年より「休暇村イン雫石」として運営、2008年閉館。
  - ファミリーオ田沢湖 - 1997年[12]-2007年　2008年より妙乃湯が「田沢湖畔ホテルイスキア」として運営、2012年閉館。
  - フォルクローロ松島 - 1997年-2007年　2008年より仙台急行が「リゾートイン松島」として運営、2015年より「旅亭 雲静庵」としてリブランド。
  - フォルクローロ遠野 - 1995年-2015年　利活用していた遠野駅舎の老朽化・ホテルフォルクローロ三陸釜石開業に伴い閉館。
  - フォルクローロ白馬 - 1996年[10]-2006年。

### ホテルB4T
ホテルB4T（-ビーフォーティー）は宿泊特化型ホテルのブランドである。登録した手持ちのSuicaによるチェックイン・チェックアウトやカードキーとしての利用、スマートフォンからのチャットやビデオ電話を活用した顧客対応などが特徴。
- 東北地方
  - ホテルB4Tいわき - 運営：仙台ターミナルビル[13]

- 関東地方
  - ホテルB4T赤羽（JR東日本グループのコンビニエンスストア・Newdaysが入居し、店員がフロント対応を行う[14]）
  - ホテルB4T田端[7]

### 単独ホテル
- ホテルドリームゲート舞浜
運営：日本ホテル
- ホテルニューグランド
運営：株式会社ホテル、ニューグランド
- メズム東京、オートグラフコレクション
運営：日本ホテル
マリオット・インターナショナルのオートグラフコレクションに加盟。
- 和のゐ 角館
運営：秋田ステーションビル（フロント業務は、ホテルフォルクローロ角館が行う）